# يوسف خميس (لاعب كرة قدم مواليد 1990)
يوسف خميس (بالإنجليزية: Yousef Khamees)‏؛ مواليد 1 أبريل 1990 في جازان، السعودية، هو لاعب كرة قدم سعودي يلعب لنادي الساحل.

## مسيرة اللاعب
كانت بداياته مع النصر و لعب بعدها في نادي نجران والخليج ونادي الفتح ونادي الباطن ونادي العروبة ونادي الأنصار ونادي الصفا ونادي الكوكب ونادي الساحل.